# Stanisław Majcher (pułkownik)
Stanisław Majcher (ur. 29 września 1925 w Przeworsku, zm. 20 marca 2001) – polski oficer Wojsk Ochrony Pogranicza, pułkownik ludowego Wojska Polskiego, komendant Ośrodka Szkolenia Wojsk Ochrony Pogranicza (1972-1978).

## Życiorys
Syn Franciszka, pochodził z rodziny robotniczej. W okresie okupacji pracował jako pracownik fizyczny podczas regulacji rzeki Mleczki w Przeworsku. W latach 1942–1943 wywieziony został do Niemiec na roboty i pracował w blachowni koło Kędzierzyna. Do września 1944 roku pracował jako uczeń ślusarski w Zakładach Mechanicznych w Przeworsku.
W listopadzie 1944 roku został powołany do ludowego Wojska Polskiego i skierowany do Oficerskiej Szkoły Broni Pancernej, którą ukończył w maju 1945 roku. Po ukończeniu szkoły oficerskiej został wyznaczony na stanowisko zastępcy dowódcy kompanii do spraw polityczno-wychowawczych w 7 Samodzielnym Pułku Czołgów Ciężkich.
W październiku 1945 roku został przeniesiony na stanowisko zastępcy komendanta 62 Strażnicy WOP w Barnisławiu do spraw politycznych. Od tego czasu pełnił służbę w Wojskach Ochrony Pogranicza na stanowiskach: instruktora Batalionu Szkolnego, zastępcy do spraw politycznych w MPPK Szczecin, oficera politycznego w 14 Komendzie Odcinka, oficera politycznego w 13 Komendzie Odcinka, instruktora propagandy i agitacji w 8 Brygadzie WOP, zastępcy Szefa Wydziału Politycznego w 12 Brygadzie WOP, zastępcy szefa Wydziału Politycznego w 16 Brygadzie WOP, szefa Oddziału Organizacyjnego w Dowództwie WOP, zastępcy Szefa Zarządu Politycznego w Dowództwie WOP.
W latach 1959–1966 zaocznie ukończył studia w Wojskowej Akademii Politycznej im. F. Dzierżyńskiego, gdzie uzyskał tytuł magistra pedagogiki.
W dniu 6 maja 1972 roku został wyznaczony na stanowisko komendanta Ośrodka Szkolenia Wojsk Ochrony Pogranicza w Kętrzynie, które pełnił do dnia zakończenia służby w WP w dniu 5 lipca 1978 roku.

## Odznaczenia
- Krzyż Kawalerski Orderu Odrodzenia Polski
- Krzyż Oficerski Orderu Odrodzenia Polski
- Złoty Krzyż Zasługi
- Srebrny Krzyż Zasługi
- inne medale resortowe i odznaki jubileuszowe